# Rouvres-les-Vignes
Rouvres-les-Vignes is een gemeente in het Franse departement Aube (regio Grand Est) en telt 118 inwoners (2009). De plaats maakt deel uit van het arrondissement Bar-sur-Aube.

## Geografie
De oppervlakte van Rouvres-les-Vignes bedraagt 8,0 km², de bevolkingsdichtheid is dus 14,8 inwoners per km².
De onderstaande kaart toont de ligging van Rouvres-les-Vignes met de belangrijkste infrastructuur en aangrenzende gemeenten.

## Demografie
Onderstaande figuur toont het verloop van het inwonertal (bron: INSEE-tellingen).

Vanwege een beveiligingsprobleem met de MediaWiki Graph-software is het momenteel niet mogelijk deze grafiek weer te geven. Zodra de software is bijgewerkt zal de grafiek vanzelf weer zichtbaar worden.